# Giancarlo Dellagiovanna

Wappen von Giancarlo Dellagiovanna

Giancarlo Dellagiovanna (* 18. September 1961 in Voghera) ist ein italienischer römisch-katholischer Geistlicher, Erzbischof und Diplomat des Heiligen Stuhls.

## Leben
Giancarlo Dellagiovanna studierte Philosophie und Theologie und empfing am 5. Juni 1999 durch Bischof Martino Canessa das Sakrament der Priesterweihe für das Bistum Tortona.
Er wurde nach weiteren Studien im Fach Kanonisches Recht promoviert und trat zum 1. Juli 2005 in den diplomatischen Dienst des Heiligen Stuhls. Er war an den Apostolischen Nuntiaturen in Mexiko, der Dominikanischen Republik und Italien sowie in den Niederlanden tätig. Wiederholt war er in der Sektion für Allgemeine Angelegenheiten des Staatssekretariats eingesetzt, zuletzt im Rang eines Nuntiaturrats.
Papst Franziskus ernannte ihn am 15. März 2025 zum Titularerzbischof pro hac vice von Sistroniana und zum Apostolischen Nuntius in Burkina Faso. Kurienkardinal Pietro Parolin, bis zum Tod Papst Franziskus’ Kardinalstaatssekretär, spendete ihm am 25. April desselben Jahres in der Basilika Santa Maria in Trastevere die Bischofsweihe. Mitkonsekratoren waren der Bischof von Tortona, Guido Marini, und der Sekretär des Dikasteriums für die Evangelisierung, Erzbischof Fortunatus Nwachukwu.
Am 15. August 2025 wurde Dellagiovanna durch Éric Soviguidi als Apostolischer Nuntius in Burkina Faso abgelöst.